# Benzotiazol
Benzotiazol je aromatično heterociklično jedinjenje sa hemijskom formulom C
7H
5NS. On je bezbojna, slabo viskozna tečnost. Ovo jedinjenje je u osnovi mnogih široko korišćenih derivata. Jedan od derivata benzotiazola je komponenta luciferina koja emituje svetlo, i koja je prisutna u svitcima.

## Struktura i priprema
Benzotiazol se sastoji od petočlanog 1,3-tiazolnog prstena kondenzovanog sa benzenom. Devet atoma bicikličnog sistema i njihovi supstituenti su koplanarni. 
Benzotiazoli se pripremaju tretiranjem 2-aminobenzentiola sa acil hloridima:

## Spoljašnje veze
- Архивирано на веб-сајту  (13. децембар 2004)